# Papaveraceae
As papaveráceas (Papaveraceae) são uma das famílias de Eudicotyledoneae Basais (tricolpadas basais). Possuem hábito predominantemente herbáceo. Suas formas podem variar de ervas anuais, bianuais ou perenes, sendo raramente arbustos ou árvores. Sua distribuição é vasta em regiões temperadas no hemisfério norte, mas também ocorrem no sul da África e no leste da Austrália. A diversidade de espécies no Brasil é escassa. Os indivíduos que constitui a família papaveraceae são latescentes e podem produzir látex branco, creme, amarelo, alaranjado e até vermelho. Tais secreções possuem aproximadamente 25 tipos de alcalóides diferentes, classificados em dois grupos, benzil-isoquinolina e fenantreno. As plantas dessa família são caracterizadas por serem muito venenosas. Suas flores intensamente coloridas atraem diversos insetos polinizadores como abelhas, vespas e moscas. O vento é responsável pela dispersão das sementes, por chacoalharem as capsulas e ejetá-las, quando não há deiscência explosivas dos frutos.

## Diversidade taxonômica
A família Papaveraceae é dividida em 3 subfamílias, sendo que estas englobam 60 gêneros. Os principais gêneros são Corydalis (400spp.), Papaver (100spp.), Fumaria (50spp.) e Argemone (30spp.). Usualmente é difícil a distinção dos gêneros.

### Subfamílias
- Papaveroideae
- Hypecoöideae
- Fumarioideae

#### Gêneros
| - Adlumia - Arctomecon - Argemone - Bocconia - Canbya - Capnoides - Cathcartia - Ceratocapnos - Chelidonium - Chiazospermum* - Coreanomecon * - Corydalis - Cryptocapnos - Cumminsia * - Cysticapnos - Cysticorydalis * - Dactylicapnos - Dactyliocapnos * - Dendromecon - Dicentra | - Dicranostigma - Discocapnos - Dissosperma * - Ehrendorferia - Eomecon - Eschholtzia * - Fumaria - Fumariola - Glaucidium - Glaucium - Hesperomecon - Hunnemannia - Hylomecon - Hypecoum - Ichtyoselmis - Lamprocapnos - Macleaya - Meconella - Meconopsis - Papaver | - Parameconopsis - Petromecon* - Phacocapnos* - Platycapnos - Platystemon - Platystigma* - Pseudofumaria - Pteridophyllum - Roborowskia * - Roemeria - Romneya - Rupicapnos - Sanguinaria - Sarcocapnos - Stylomeconr - Stylophorum - Trigonocapnos |

Os gêneros assinalados com * possuem sinônimos.

## Morfologia

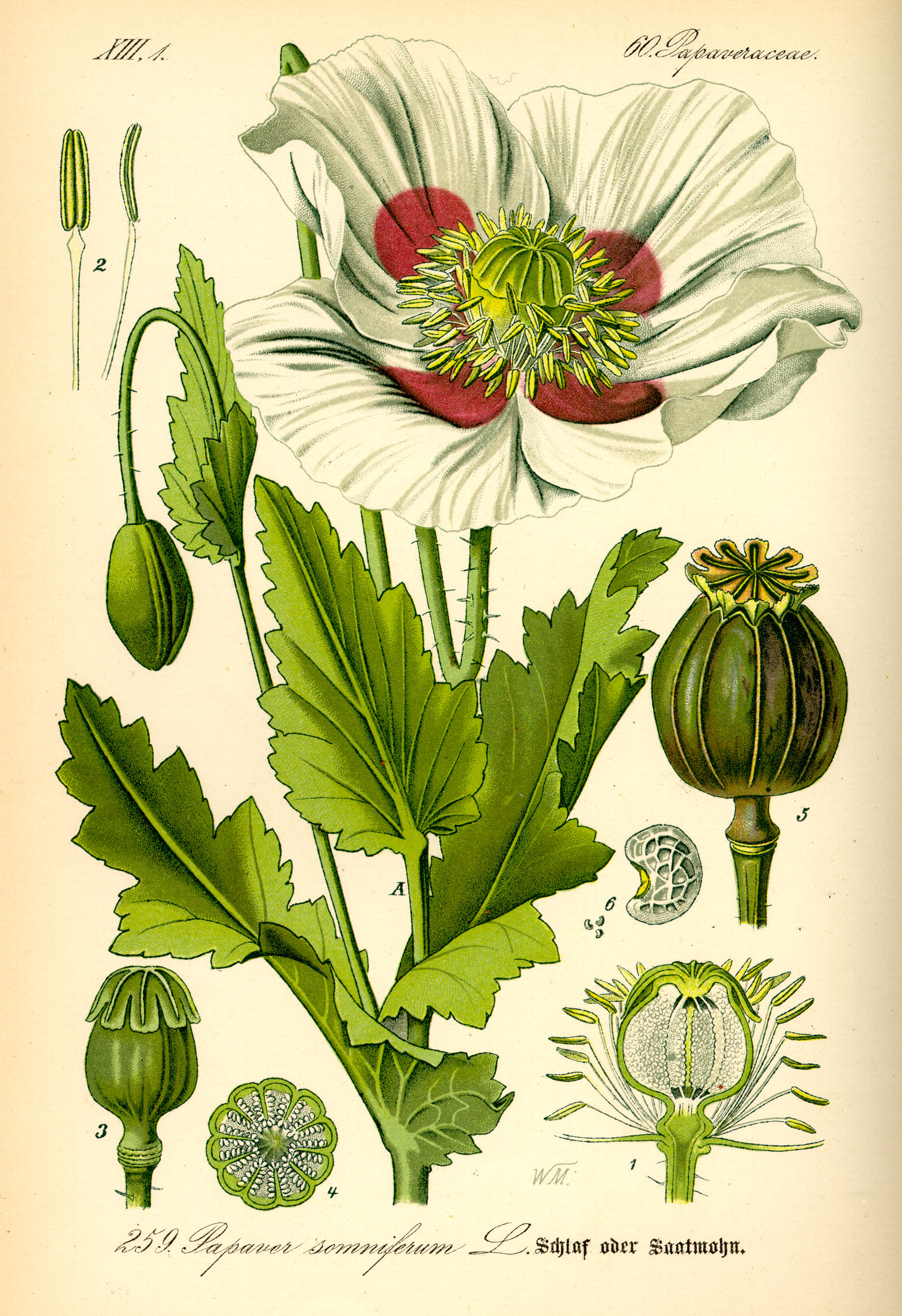
Papaver somniferum L.

As folhas são simples, lobadas ou partidas. Sua distribuição nos ramos classificam as folhas como alternas, raramente opostas, espiraladas ou verticiladas. O formato da folha pode ser espinhosa ou inteira. Possui venação penada mas também pode ocorrer do tipo palmada. São pecioladas ou sésseis, e sem estípulas.
As flores solitárias ou em inflorescências do tipo racemos, corimbos, panículas ou umbelas. Apresentam ambos os sexos e possuem simetria radial ou bilateral. As sépalas, pétalas e estames se inserem na base do ovário (hipóginas). O ovário é súpero e a placentação é parietal com os óvulos presos à parede. Os estames podem ser livres ou intimamente ligados, frequentemente numerosos, e dispostos ao redor do órgão sexual feminino (períginas). Os grãos de pólen são tricolpados. Possuem dois ou mais carpelos. Apresentam duas ou três sépalas, as quais podem ser livres ou imbricadas, geralmente caducas e grande, envolvendo todo o botão floral ou pequenas, similares a brácteas. Possui frequentemente quatro ou seis pétalas livres ou imbricadas. No botão floral as pétalas são enrugadas e portanto quando expandidas apresentam um aspecto pregueado. As pétalas mais internas formam um capuz sobre os estigmas enquanto as externas possuem um nectário basal ou esporão.
Os frutos exibem uma cápsula seca com vários tipos de deiscência, ocasionalmente indeiscente. Apresentam replo muitas vezes persistente e grosso.
As sementes são diminutas com ou sem arilo.

## Relações filogenéticas
Papaveracea é uma das famílias entre as 7 da ordem Ranunculales. Caracteres morfológicos e dados de sequências de nucleotídeos garantem a monofilia da família. A ordem Ranunculales é grupo irmão do resto do clado de Eudicotiledônias tricolpadas, confirmado por caracteres morfológicos e sequências de DNA. A  posição do gênero Pteridophyllum dentro de Papaveraceae é incerta, mas acredita-se que este possa ser grupo-irmão dos demais gêneros por não possuir células secretoras, enquanto os demais exibem laticíferos ou idioblastos.

## Listas de espécies brasileiras
A família Papaveraceae não é endêmica do Brasil. Estão presentes somente 2 gêneros e 2 espécies:
- Gênero Argemone L.
  - Argemone mexicana L

- Gênero Chelidonium L.
  - Chelidonium majus L.

|  |  |
|  |  |

### Chave de identificação para as espécies de Papaveraceae presentes no Brasil
- Folhas com dentes espinhosos. Fruto uma cápsula elíptica, espinhosa ................ Argemone L.
- Folhas sem espinhos. Fruto uma cápsula linear, sem espinhos ................ Chelidonium L.[2]

### Estados de ocorrência no Brasil

#### Ocorrências confirmadas
- Nordeste (Alagoas, Bahia, Ceará, Paraíba, Pernambuco, Piauí, Rio Grande do Norte, Sergipe);
- Centro-Oeste (Distrito Federal, Goiás, Mato Grosso do Sul, Mato Grosso);
- Sudeste (Espírito Santo, Minas Gerais, Rio de Janeiro, São Paulo);
- Sul (Paraná, Santa Catarina).[2]

#### Possíveis ocorrências
- Sul (Paraná, Rio Grande do Sul).[2]

### Domínios de ocorrência no Brasil

#### Domínios fitogeográficos
- Caatinga, Cerrado, Mata Atlântica.[2]

#### Tipo de vegetação
- Área Antrópica, Caatinga (stricto sensu), Cerrado (lato sensu), Floresta Estacional Semidecidual.[2]

## Importância econômica e produtos
A espécie Papaver somniferum, conhecida como Papoula do Oriente, é a matéria prima de onde se extrai um conjunto de alcalóides que compõe o ópio e outras substâncias como morfina, heroína e codeína. O ópio é extraído por incisão na cápsula da Papoula, por onde se retira o látex leitoso. Seu efeito pode ser deprimente ou excitante. Além disso, as sementes da papoula são interessantes para a gastronomia, pois já que não possuem ópio são usadas como condimento. Suas flores podem ser cultivadas como ornamentais por serem muito belas e coloridas.